# Karate-Europameisterschaften 2007
Die 42. Karate-Europameisterschaften der European Karate Federation wurden vom 4. bis 6. Mai 2007 in Bratislava, Slowakei ausgetragen. Insgesamt starteten 492 Teilnehmer aus 42 Nationen.

## Medaillen Herren

### Einzel
| Kategorie     | Gold               | Silber            | Bronze                                  |
| ------------- | ------------------ | ----------------- | --------------------------------------- |
| Kata          | Luca Valdesi       | Fernando San José | Vu Duc Minh Dack Lucio Maurino          |
| Kumite −60 kg | Francesco Ortu     | Ömer Kemaloğlu    | Danil Domdjoni Davíd Luque              |
| Kumite −65 kg | Yücel Gündoğdu     | Ivo Cvetkovski    | Borislav Ivanov Dimítrios Triantafýllis |
| Kumite −70 kg | Rafael Aghayev     | Serkan Yağcı      | Omar Omarov Diego Vandeschrick          |
| Kumite −75 kg | Luigi Busà         | Matija Matijevič  | Mourad Gadzhiev Cédric Sioussaran       |
| Kumite −80 kg | Iván Leal          | Andrej Harničár   | Alessandro Nardi Dejan Vozlič           |
| Kumite +80 kg | Stefano Maniscalco | Alen Zamlić       | Aleksandr Guerunov Francisco Martínez   |
| Kumite Open   | Rafael Aghayev     | Klaudio Farmadín  | Sasko Arsovski Yusuf Başer              |

### Mannschaft
| Kategorie | Gold     | Silber       | Bronze                                                          |
| --------- | -------- | ------------ | --------------------------------------------------------------- |
| Kata      | Italien  | Frankreich   | Spanien Manuel Cedres Damián Quintero Fernando San José Serbien |
| Kumite    | Russland | Griechenland | Italien Bosnien und Herzegowina                                 |

## Medaillen Damen

### Einzel
| Kategorie     | Gold           | Silber           | Bronze                                |
| ------------- | -------------- | ---------------- | ------------------------------------- |
| Kata          | Mirna Šenjug   | Sabrina Buil     | Almudena Muñoz Michelle Saner         |
| Kumite −53 kg | Gülderen Çelik | Monika Višňovská | Selene Guglielmi Muriel Vanderhaeghen |
| Kumite −60 kg | Petra Peceková | Vildan Doğan     | Anna Fajkowska Carmen Vicente         |
| Kumite +60 kg | Yıldız Aras    | Arnela Odžaković | Fanny Clavien Alexia Karypidou        |
| Kumite Open   | Eva Medveďová  | Cristina Feo     | Yıldız Aras Tiffany Fanjat            |

### Mannschaft
| Kategorie | Gold                                                              | Silber                  | Bronze                                                                                |
| --------- | ----------------------------------------------------------------- | ----------------------- | ------------------------------------------------------------------------------------- |
| Kata      | Spanien Fátima de Acuña Ruth Jiménez Almudena Muñoz               | Italien                 | Frankreich Jessica Buil Sabrina Buil Laëtitia Guesnel Montenegro                      |
| Kumite    | Spanien Gloria Casanova Irene Colomar Cristina Feo Carmen Vicente | Bosnien und Herzegowina | Deutschland Yasmina Benadda Jeannine Herrgesell Kora Knühmann Silvia Sperner Slowakei |